# Granollers
 (août 2021).
Si vous disposez d'ouvrages ou d'articles de référence ou si vous connaissez des sites web de qualité traitant du thème abordé ici, merci de compléter l'article en donnant les références utiles à sa vérifiabilité et en les liant à la section « Notes et références ».
Pour les articles homonymes, voir Granollers (homonymie).
Granollers (prononciation catalane : [grənu'ʎes]) est une commune de la province de Barcelone, en Catalogne, en Espagne, de la comarque du Vallès Oriental.

## Géographie
Granollers est situé dans le plateau du Vallès de la dépression pré-littorale catalane. Son altitude est de 148 mètres. Barcelone est à 24 km par la route.
|                              | Canovelles           | Les Franqueses del Vallès |
| Lliçà d'Amunt, Lliçà de Vall | Granollers           | La Roca del Vallès        |
| Parets del Vallès, Montmeló  | Montornès del Vallès | Vilanova del Vallès       |

## Histoire
Les plus vieux vestiges humains trouvés à Granollers ont plus de 4 000 ans. Le site archéologique le plus important est celui de la nécropole dite Can Trullàs, de l'époque romaine.
La plus ancienne référence à la ville apparaîtra en 944, appelée alors Granularios Subteriore. À partir de l'année 1040 est mentionné le marché hebdomadaire tenu à Granollers.
Durant les XIIIe, XIVe et XVe siècles, l'église, le seigneur féodal de La Roca et le roi rivalisent pour le territoire de Granollers. Cette situation d'instabilité incita les habitants de Granollers à recueillir 10 000 florins qui furent mis dans les mains du roi Alphonse IV d'Aragon pour incorporer finalement la ville à la Couronne. Depuis lors, Alphonse IV déclara la ville « rue de Barcelone » (1418).
Les murailles ont d'abord été construites en 1291 et ont été rebâties entre 1366 et 1380 pendant le règne de Pierre III d'Aragon. Elles ont été démolies vers la fin du XIXe siècle ; il n'en reste aujourd'hui que quelques morceaux du XVIe siècle. Elles avaient une disposition hexagonale avec onze tours et un boulevard. Les noms des cinq portes correspondaient aux routes existantes menant à des villes et endroits divers : Barcelone, Caldes, Corró, Bell-lloc et La Roca, et elles avaient une chapelle au sommet : Saint-Christophe, Sainte-Anne, Saint-Antoine, Saint-Roch et Sainte-Espérance. Quand les remparts ont été démolis les chapelles ont été déplacées de l'autre côté de la rue.
Pendant dix ans, entre 1462 et 1472, la Guerre civile catalane a opposé la monarchie de Jean II et la Généralité. La ville de Granollers, sous le pouvoir des seigneurs de Pinos, a pris le parti de la Généralité. Durant ce conflit, en 1466, est décédé à Granollers le connétable de Portugal, un candidat à la couronne d'Aragon. Bien que Granollers a pris position contre Jean II, le monarque octroya après la guerre les privilèges qui avaient été donnés par le roi Alphonse IV en 1418. Le XVe siècle devait encore apporter plus de conflits à Granollers, à cause de la révolte des Remences.
La stabilité du XVIe siècle, l'augmentation de la population et la prospérité du marché de Granollers consolident le développement de Granollers, illustré par la construction de bâtiments importants comme la nouvelle église gothique de Saint-Étienne, bâtie sur l'église romane du XIe siècle, le couvent des Capucins, aujourd'hui disparu, l'église de Saint-François ou de La Porxada (Le Porche). D'autres aspects de cet âge d'or sont l'importante activité du Conseil ou Université et la construction de nouvelles chapelles sur les murs. Cette prospérité a été coupée par la Guerre des Moissonneurs dans laquelle intervint le Médiateur de Granollers Joan Domènech.
Pendant la Guerre d'indépendance espagnole (1808-1814), Granollers a été contre l'occupation napoléonienne et fut le siège de la Junte Militaire du Vallès.
Le conflit de la troisième Guerre Carliste (1875) a été celui qui a touché la ville le plus. 3 000 carlistes ont attaqué Granollers et enlevé le maire et 33 autres personnes, qui ont été libérés après avoir payé une rançon.
Au milieu du XIXe siècle l'économie de la capitale du Vallès Oriental a évolué depuis le développement des routes et devient progressivement plus industrielle et commerciale qu'agricole. L'ouverture de la nouvelle route de Barcelone à Vic (1848) et l'arrivée des deux lignes de train (1854 et 1876) ont été les principales causes de cet essor.
En 1922, Le Lledoner, séparé de la municipalité de Les Franqueses del Vallès, rejoint la commune de Granollers. De même en 1928 pour la municipalité de Palou en son entier. La ville consolide ainsi la configuration longitudinale axée sur la route actuelle.
Pendant la Deuxième République, la ville subit un processus de changement social et politique général, avec quelques événements spéciaux comme ceux d'octobre 1934. La Guerre d'Espagne (1936-1939) a également été très dure pour la Granollers : s'y produisirent quatre bombardements de l'aviation italo-allemande, le premier le mardi 31 mai 1938. L'objectif principal était la destruction des usines de munitions d'artillerie et d'avions, et la centrale électrique. Des avions Savoia-Marchetti SM.79 ont lâché 30 bombes explosives et environ 10 bombes incendiaires qui ont causé des centaines de blessés, de morts et de nombreux ravages dans les bâtiments.
L'après-guerre fut une période de pénurie et de récession économique et ce ne fut qu'en 1952 que le rationnement des biens essentiels fut supprimé. Entre 1956 et 1975 se produisit une croissance démographique très importante, principalement en raison de l'immigration et de taux de natalité plus élevés, ce qui conduisit à une augmentation significative dans le logement et le développement urbain.
Par ailleurs, la crise du textile du milieu des années 1960 a fait place à une industrie plus diversifiée, l'un des points forts de l'économie de la ville.
La mort de Francisco Franco en novembre 1975 impliqua la légalisation des partis politiques qui se sont présentés dans les premières élections générales de 1977, puis municipales en 1979, remportées par Rafael Ballús du Parti des socialistes de Catalogne, qui sera le maire jusqu'en 1986. Josep Pujadas lui succède alors. En 1988, le conseil départemental est à Granollers, dont le premier président était Josep Serratusell de CiU (Convergence et Union).
En 1991, deux remarquables installations sportives voient le jour : le circuit de vitesse de Catalunya et le Palais des Sports, le siège de la compétition de handball des Jeux olympiques de Barcelone de 1992.

## Politique et administration
La ville de Granollers comptait 60 981 habitants aux élections municipales du 26 mai 2019. Son conseil municipal (en espagnol : Pleno del Ayuntamiento) se compose donc de 25 élus.
Depuis les premières élections municipales démocratiques de 1979, la ville a presque toujours été dirigée par des maires issus du Parti des socialistes de Catalogne (PSC), avec une certaine instabilité entre 1992 et 1998.

### Maires
| Mandat    | Maire | Maire                                         | Parti | Majorité |
| --------- | ----- | --------------------------------------------- | ----- | -------- |
| 1979-1983 |       | Rafael Ballús                                 | PSC   | 9 / 21   |
| 1983-1987 |       | Rafael Ballús Josep Pujadas (1986)            | PSC   | 12 / 21  |
| 1987-1991 |       | Josep Pujadas                                 | PSC   | 11 / 21  |
| 1991-1995 |       | Josep Pujadas                                 | PSC   | 13 / 25  |
| 1991-1995 |       | Josep Serratusell (1992)                      | CDC   | 12 / 25  |
| 1995-1999 |       | Josep Serratusell                             | CDC   | 10 / 25  |
| 1995-1999 |       | Josep Pujadas (1996)                          | PSC   | 10 / 25  |
| 1995-1999 |       | Carme Esplugas (1998)                         | CDC   | 10 / 25  |
| 1999-2003 |       | Josep Pujadas                                 | PSC   | 11 / 25  |
| 2003-2007 |       | Josep Pujadas Josep Mayoral (ca) (2004)       | PSC   | 10 / 25  |
| 2007-2011 |       | Josep Mayoral (ca)                            | PSC   | 14 / 25  |
| 2011-2015 |       | Josep Mayoral (ca)                            | PSC   | 13 / 25  |
| 2015-2019 |       | Josep Mayoral (ca)                            | PSC   | 13 / 25  |
| 2019-2023 |       | Josep Mayoral (ca) Alba Barnusell (ca) (2022) | PSC   | 14 / 25  |
| 2023-2027 |       | Alba Barnusell (ca)                           | PSC   | 13 / 25  |

## Population et société

### Démographie
| 1497  | 1515  | 1553  | 1717  | 1787  | 1857  | 1877  | 1887  | 1900  |
| ----- | ----- | ----- | ----- | ----- | ----- | ----- | ----- | ----- |
| 193 f | 233 f | 236 f | 1 581 | 1 901 | 5 260 | 6 369 | 6 888 | 7 419 |

| 1910  | 1920  | 1930   | 1940   | 1950   | 1960   | 1970   | 1981   | 1990   |
| ----- | ----- | ------ | ------ | ------ | ------ | ------ | ------ | ------ |
| 8 048 | 9 153 | 12 699 | 13 960 | 15 480 | 20 194 | 30 066 | 45 300 | 50 562 |

| 1992   | 1994   | 1996   | 1998   | 2000   | 2002   | 2004   | 2006   | 2008   |
| ------ | ------ | ------ | ------ | ------ | ------ | ------ | ------ | ------ |
| 52 303 | 53 012 | 50 951 | 51 600 | 52 423 | 54 634 | 56 456 | 58 940 | 60 122 |

| 2009   | 2010   | - | - | - | - | - | - | - |
| ------ | ------ | - | - | - | - | - | - | - |
| 60 658 | 59 691 | - | - | - | - | - | - | - |

Note : population exprimée en nombre de feux pour 1497, 1515 et 1553.

### Sports
Le club de handball de BM Granollers évolue en première division de la Liga ASOBAL depuis 1958. Il a notamment remporté dix titres de champion d'Espagne dans les années soixante et soixante-dix et trois coupes d'Europe (Coupe des Coupes en 1976 et Coupe EHF en 1995 et 1996).

## Culture locale et patrimoine

### Lieux et monuments
- Musée de Granollers[1]

### Personnalités liées à la commune
- Francisco Maspons y Labrós (1840-1901) : folkloriste né à Granollers ;
- Emilio Huguet del Villar (1871-1951) : géographe et botaniste né à Granollers ;
- Roser Coscolla i Ferrer (1903-1991): actrice décédée à Granollers;
- Conrad Saló (1906-1981) : musicien né à Granollers ;
- Josep Munné i Sampere (1926-1978): joueur de football des années 1940 et 1950 qui termine sa carrière à l'EC Granollers en 1956[2];
- Santi Vila (1973-) : homme politique né à Granollers ;
- Aleix Espargaró (1989-) : pilote motocycliste né à Granollers.
- Pol Espargaró (1991-) : pilote motocycliste né à Granollers.
- Los Nivram, groupe de rock actif dans les années 1960.